# シャイン・ダルガノ配列
シャイン・ダルガノ配列 (Shine-Dalgarno sequence) とは、原核生物のmRNAにおいて、開始コドンの上流に見られる共通配列で、シャイン・ダルガノボックス、SD配列とも言う。コードとしては-AGGAGG-のようにプリン塩基（アデニン・グアニン）に富んだ3ないし9塩基（平均4.8塩基）の長さの配列となっている。
原核生物の16SrRNAには3'末端に‐CCUCCUAの配列（アンチ・シャイン・ダルガノ配列）があり、これがシャイン・ダルガノ配列と相補的対合を行う。このため、リボゾーム結合部位となっている。
オーストラリアの科学者、John ShineとLynn Dalgarnoによって提唱された。SD配列はmRNAにリボソームを動員するのを助け、リボソームを開始コドンに配置することによってタンパク質合成を開始させる。真核生物にあるSD配列に類似した配列はコザック配列と呼ばれている。SD配列の例を挙げると大腸菌はAGGAGGAである。
SD配列に突然変異が起こると翻訳効率が低下することがある。この低下はmRNA-リボソーム対合効率の低下に原因がある。このことは、リボソームのほうのアンチSD配列に、この突然変異に相補的な突然変異を起こしてやると翻訳効率が回復したことから証明された。
SD配列とアンチSD配列が対合すると翻訳開始因子IF2-GTP、IF1、IF3および開始tRNAであるfMet-tRNA(fMET)がリボソームに動員される。

## グラム陰性細菌のリボソームS1タンパク質
グラム陰性菌ではリボソームが開始コドンをセットするのにSD配列の存在が必須ではない。例えば16SrRNAからアンチSD配列を欠失させても、翻訳がほかの場所からは開始されないということが示された。さらにmRNAにSD配列をもっていない原核生物はずいぶん多い。それではmRNAの開始位置にリボソームを引きつける主要なものは何かというと、どうやらリボソームタンパク質S1のようだ。このタンパク質は多くの原核生物mRNAの開始コドン15〜30ヌクレオチド上流にあるAUリッチな配列に結合する。ただし、S1はグラム陰性菌だけでなくグラム陽性菌でも同定されている。